# Guadalupe Sabio
Guadalupe Sabio Buzo (Badajoz, 4 de junio de 1977) es una científica y profesora española, directora de un grupo de investigación en el Centro Nacional de Investigaciones Cardiovasculares (CNIC) del Instituto Carlos III de Madrid.
Licenciada en Veterinaria por la Universidad de Extremadura con Premio Extraordinario, en 2005 consiguió el Doctorado Europeo del Medical Reserch Council. Fue aceptada en el grupo de Roger Davis, en el Instituto Médico Howard Hughes de la Universidad de Massachusetts por su investigación sobre las proteínas quinasas del estrés. Ha sido reconocida por Fundación L'Oréal-Unesco por su estudio sobre la obesidad y su relación con el cáncer hepático y la diabetes y ha recibido el Premio Príncipe de Girona en Ciencia y Academia. Por su labor a favor de los derechos de la mujer le fue otorgado el premio Estrella de la Comunidad de Madrid. Ha sido investigadora en el Centro Nacional de Biotecnología del CSIC.
Su línea principal de investigación es el papel de las quinasas activadas por el estrés en el desarrollo de enfermedades asociadas a la obesidad como enfermedades cardiovasculares, diabetes y el cáncer hepático.Tiene tres hijos, dos de ellos mellizos.

## Premios, reconocimientos y distinciones

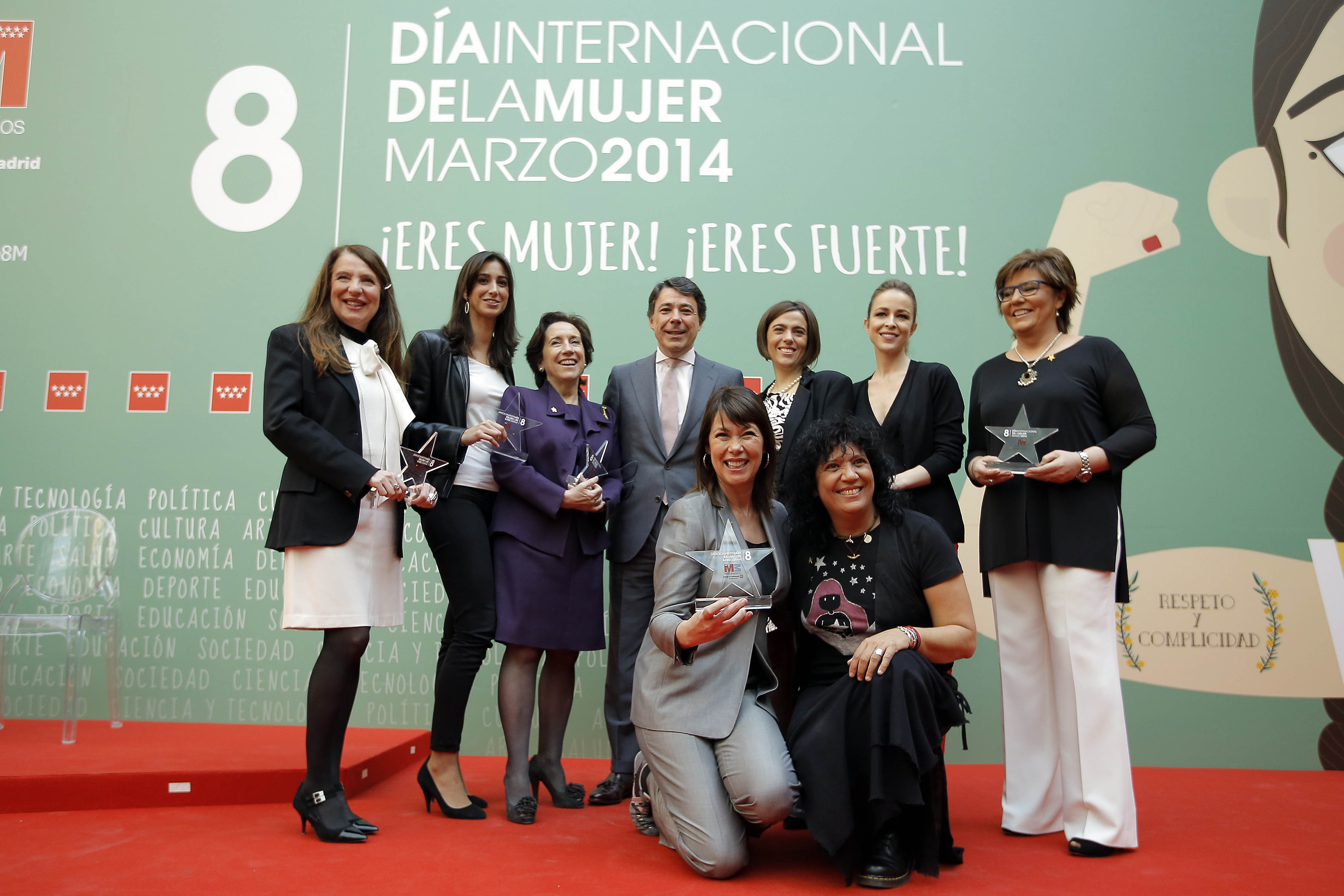
Guadalupe Sabio recibe el premio Estrella de Madrid junto a la directiva María Fanjul, la empresaria Sara Navarro, las periodistas María Escario y Victoria Prego, la actriz Silvia Abascal y la cineasta Mabel Lozano

- Premio de investigación en Biología Molecular  de la Fundación Carmen y Severo Ochoa (2022).
- Premio Doctora de Alcalá - modalidad jóvenes investigadoras en ciencias experimentales (2022).
- Medalla de Extremadura Archivado el 29 de julio de 2022 en Wayback Machine. (2022).
- Young Investigator Award Basic Research of the European Society for Clinical Investigation (2020).
- Premio Mujeres a Seguir en la categoría de Ciencia (2019).[4]
- Miembro del Comité Científico Asesor de la Fundación Gadea Ciencia (2019).[5]
- Premio Jóvenes Investigadores de la Fundación AstraZeneca (2018).[6]
- Premio a la Investigación Fundación Jesús Serra[7] (2018).
- Seleccionada como EMBO Young Investigator[8] (2017)
- Elegida una de las Top100 Mujeres Líderes (2014, 2015 y 2017).[9]
- Premio Joven Investigador SEBBM-Biotools[10] (2016).
- Premio Estrella de la Comunidad de Madrid (2014).
- Premio Fundación Princesa de Girona de Investigación Científica (2012).
- Bolsa de investigación L'Oréal-Unesco 'Por las Mujeres en la Ciencia'[11] (2009).